# 愛の葉Girls
愛の葉Girls（えのはガールズ）は、2012年12月3日から2019年12月22日まで、愛媛県松山市を拠点に活動していた日本のローカルアイドルグループである。
関連ユニットについても本記事で扱う。
所属事務所は、2018年6月1日から愛媛県を中心に事業を行うイベント会社のフィールド愛の和となっていた。

## 概要
2012年12月3日に『「愛」媛の「葉」っぱ役になりたい！』『農業に光を照らしたい』という思いからデビュー。日本の農業の魅力を全国の皆さんに伝え、1人でも多くの人に日本の農業の魅力を知ってもらうため【歌って】【踊って】【耕す】農業発信ガールズユニット。アイドルが農園で実際に土をいじることで、農業に興味ない世代に関心をひかせ、泥ん子普及でイジメ撲滅を目指すとしている。
愛媛県を拠点に活躍する舞台プロデューサーの佐々木貴浩が代表を務め、 体力作りはスタッフとして元愛媛マンダリンパイレーツ選手の山下太一が担当。
2015年7月22日には派生グループ『愛の葉〜宇和島牛鬼ガールズ』略して『uuガールズ』が誕生。宇和島市を拠点に南予の魅力、観光特産品を全国へ発信しているほか、同年11月14日には第3のグループ結成に向けてメンバー募集を開始。2016年3月に行われたオーディションで11名が研修生として選出された。

## メンバー
組織の変更を繰り返し、現在に至っている。現在は「愛の葉ガールズ」（表中E）、「愛の葉タレント」（表中ET）の2ユニットが存在している。過去には、「愛の葉ガールズ」のグループ内ユニットとして「Leaf」（お姉さんチーム）（表中EL）、ソロとして活動する「しょこら」（表中EC）及び、宇和島市を拠点とした「uuガールズ（愛の葉宇和島牛鬼ガールズ）」（表記U）、研究生の「愛の葉ガールズAnge」（表中EA）、等も存在していたが、活動終了もしくは、ユニットとしては消滅した。なおR表記は練習生。
メンバー内表記順は正規生初回昇格順。

### 活動休止時点でのメンバー
| 所属        | 名前        | よみ         | 生年月日               | 出身地      | ニックネーム             | 備考 |
| 愛の葉Girls | 愛の葉Girls | 愛の葉Girls  | 愛の葉Girls            | 愛の葉Girls | 愛の葉Girls              | 愛の葉Girls |
| ----------- | ----------- | ------------ | ---------------------- | ----------- | ------------------------ | --- |
| E、ET       | 橋川美紀    | はしかわみき | 1995年8月3日（29歳）   | 八幡浜市    | みき・はしかわなんだもん | 過去ELとして活動。 2018年8月から休止まで愛の葉タレント「はしかわもんだもん」としてソロ活動もしていた。                                             |
| E           | 真鍋姫花    | まなべひめか | 2003年10月3日（21歳）  | 今治市      | ひめか                   | 2018年1月昇格 2017新人発掘オーディション総合グランプリ。 2021年12月12日より愛媛プロレスのプロレスラー「鶴姫花」として活動中。                      |
| E           | 田中優香    | たなかゆうか | 2003年5月8日（21歳）   | 宇和島市    | ゆうか                   | 2018年6月昇格 ソロ活動と並行して2020年から2022年までRYMERYのメンバー「ТIИА」として活動。 2023年4月よりゐ虎、のメンバー「奏汰ユウカ」として活動中。 |
| E           | Aina        | あいな       | 2006年12月15日（18歳） | 松山市      | あいな                   | 2018年6月昇格。 2021年1月11日から2023年12月30日までひめキュンフルーツ缶のメンバーとして活動していた。                                              |

### 卒業・活動辞退・活動終了・活動休止等したメンバー
| 所属 | 名前                 | よみ           | 生年月日                 | 出身地   | ニックネーム           | 備考 |
| ---- | -------------------- | -------------- | ------------------------ | -------- | ---------------------- | --- |
| E    | 原田咲               | はらださき     | 1987年12月21日（37歳）   | -        | さきねぇ               | 結成メンバー |
| E    | 山本彩乃             | やまもとあやの | 1995年9月28日（29歳）    | 大洲市   | あやのん               | 2014年3月26日卒業 |
| E    | 田中咲葉良           | たなかさはら   | 1997年2月9日（28歳）     | -        | さはら・さーちゃん     | 元ひめキュンフルーツ缶研修生 2015年12月28日卒業、2016年4月専属契約終了 |
| U    | 浦川綵々             | うらかわあやや | 2002年10月10日（22歳）   | 宇和島市 | Ayaya                  | 2016年4月29日活動終了発表 |
| U    | 珠希遊南             | たまきゆうな   | 2001年7月23日（23歳）    | 八幡浜市 | ゆうな                 | 2016年7月2日活動休止発表 |
| U    | 二宮水由羽           | にのみやみゆう | 2002年6月28日（22歳）    | 宇和島市 | みゆう                 | 2016年8月22日活動終了発表 |
| E    | 木下未唯             | きのしたみゆい | 1999年10月10日（25歳）   | 松山市   | Me・みゆい             | 2017年2月1日卒業 |
| E    | 沼田理梨花           | ぬまたりりか   | 2000年9月29日（24歳）    | 大洲市   | りりか                 | 学業優先のため、2017年2月1日活動辞退 |
| EA   | 秋本愛美             | あきもとあみ   | 1999年6月22日（25歳）    | 松山市   | あみみ～               | 2017年5月18日活動辞退2017年-みっきゃRingGoGo‼︎に所属 |
| EAL  | 金久怜央菜           | かねひされおな | 1995年9月30日（29歳）    | 今治市   | れっちぃ〜・れおちゃん | 愛の葉では表立った活動はほとんどなく、2018年-みっきゃRingGoGo‼︎に所属 |
| EA   | 弓山佳乃             | ゆみやまよしの | -                        | -        | -                      | |
| EL   | 紙崎聖               | かみざききよら | 1995年6月13日（29歳）    | 松山市   | きよら・Pi・ぴよ       | 元リーダー・2018年1月-統括リーダー、2018年6月愛の和に移籍せず活動終了 以降シンガーソングライター「カミザキ」として活動していた。 |
| EC   | 石丸彩樹（SACKY）    | いしまるさき   | 1999年5月30日（25歳）    | 松山市   | SACKY・さっきー        | 2016年4月まではE、以降ソロ活動中心、2018年1月卒業 |
| EA   | 小倉詩絵里           | おぐらしえり   | 2003年3月12日（22歳）    | 東温市   | しえり                 | 2018年2月活動辞退 |
| EL   | 松浦愛               | まつうらあい   | 1997年9月3日（27歳）     | 東温市   | あいちゃん             | 2016年4月-8月はEA 2018年3月21日卒業 |
| E    | 大本萌景             | おおもとほのか | 2001年10月23日（16歳没） | 松山市   | ほのか                 | 2016年7月昇格、2018年1月-リーダー、2018年3月21日在籍中に死去。 |
| ETe  | 星野紗緒里（さおり） | ほしのさおり   | ????年??月??日           | 東京都   | さおりん               | 結成メンバー・2014年5月4日活動休止発表2017年10月-愛の葉タレント「さおり」として活動再開。 2018年6月愛の和には移籍せず活動終了 |
| ET   | 池川萌里（moe）      | いけがわもえり | 1995年4月25日（29歳）    | 東温市   | もえ                   | 2018年6月愛の和には移籍せず活動終了 |
| E    | 莉緒（Rio）          | りお           | 2001年4月2日（23歳）     | 新居浜市 | Rio                    | 活動当初は愛の葉専属ダンサーとして所属。2018年6月3日卒業 |
| ET   | 越智美桜（mio）      | みお           | 1996年11月2日（28歳）    | 今治市   | mio                    | 2018年6月昇格 2017新人発掘オーディション準グランプリ。 2018年9月5日体調不良により無期限活動休止 |
| ET   | 河野佳歩             | こうのかほ     | 1999年9月6日（25歳）     | 伊予市   | かほ                   | 2016年9月-2017年1月はE、以降EAとして活動。2017年9月30日活動辞退。 2018年6月9日愛の和タレントとして再デビュー。2018年9月就職活動のため活動停止。2019年活動辞退。 ソロ活動（このときの名義は「河野カホ」）と並行して2020年から2022年までRYMERYのメンバー「cono.」として活動。 2023年4月から2025年1月29日までゐ虎、のメンバー「水最かほ」として活動していた。 |
| ER   | 夢叶                 | ゆめか         | 2001年6月12日（23歳）    | -        | ゆめか                 | 2019年8月14日内規違反により契約解除 |
| ER   | 和                   | なごみ         | 2001年1月27日（24歳）    | 松山市   | なごみ・どんまいなごみ | 2019年8月14日内規違反により契約解除 |

## 来歴
2012年
- 8月1日 - 第一期生募集開始。
- 10月20日 - 松山市内にて公開オーディションを実施。
- 12月1日 - 東京タワーオレンジナイトにてプレデビュー。
- 12月3日 - Girls農園「愛の葉」開演記念パーティーマスコミお披露目会にてデビュー（いよてつ高島屋スカイドーム）。

2013年
- 2月10日 - 松山市内の産直市場にて販売促進活動開始。
- 3月10日 - 1stシングル「君☆すき」発売。
- 8月10日 - 2ndシングル「虹色マジック」発売。
- 12月1日 - 1周年記念イベント。「ガールズ農園『愛の葉』」の開園記念パーティー開催（いよてつ高島屋スカイドーム）。

2014年
- 3月17日 - 3rdシングル「卒業 / Self Talk」発売。
- 4月 - NHK「恋する地元キャンペーン」で愛媛県代表PRアイドルとして選出。
- 6月19日 - 愛媛のプロ野球球団「愛媛マンダリンパイレーツ」（四国アイランドリーグ）応援ソングとして、4thシングル「Self Talk」が選ばれる[18]。
- 8月22日 - 2期生公開オーディション開催。研究生として4人が選出。
- 12月24日 - 5シングル「NOeL / Song」発売。

2015年
- 3月3日 - 3月6日 - 約77,000人収容した「FOODEX JAPAN 2015 食の商談会」（幕張メッセ）[19]。
- 3月6日 - 秋葉原にて東京初ワンマンLIVE[20]。
- 5月11日 - JAバンクえひめPRESENTS「JA直売所スタンプラリー」のイメージキャラクターに選出。
- 6月18日 - 6月21日 - 初海外公演。台湾にて「新・日本旅遊節 Dear Japan」（花博公園）に出演。
- 6月27日 - 6thシングル「アグリズム」発売。
- 7月15日 - 全国アイドル美人時計参加[21]。
- 7月22日 - 宇和島商工会議所うわじま牛鬼まつり実行委員会主催「第27回ガイヤカーニバル」ゲスト出演・メインステージにてUUガールズ命名式とデビューライブを行う。
- 11月15日 - 田中咲葉良が女優、モデル、司会業など幅広く仕事を挑戦するため12月28日をもって卒業することを発表[22]。
- 12月26日 - 田中咲葉良卒業ライブ。
- 12月28日 - 田中咲葉良卒業式(感謝の集い)。

2016年
- 2月3日 - 7thシングル「モノクロ」発売。TSUTAYA売上CDランキング2位。[要出典]
- 4月26日 - 松浦愛がリーダー役としてAngeに異動。uuガールズ浦川綵々が学業に専念するためタレント活動を終了することを発表。
- 4月30日 - 愛の葉ガールズしょこらデビュー＆愛の葉ガールズAnge結成お披露目誕生祭。
- 5月21日、22日 - 台湾遠征イベント「台感！ニッポン。台湾で感じる、日本。日本に来て感じる、日本。」出演。
- 7月1日 - 大本萌景がレギュラー昇格。uuガールズ珠希遊南が学業専念のため長期休業することを発表[10]。
- 7月21日 - ダークみきゃんPV「ダークみきゃんイジワル大作戦」出演[23]。
- 8月1日 - 松浦愛がAngeからLeafに再異動。
- 8月22日 - uuガールズ二宮水由羽が活動終了を発表[11]。
- 9月25日 - 河野佳歩がレギュラー昇格。

2017年
- 2月1日 - この日付で木下未唯が卒業、沼田理梨花が活動辞退。これに伴う卒業公演等は行われない[12]。また、河野佳歩が研修生に降格[24]。
- 2月7日 - 「第72回国民体育大会 愛顔（えがお）つなぐえひめ国体」新居浜市国体応援大使に任命される[25]。
- 3月30日 - スマートフォン向けのカジュアル農場体験アプリ「テラファーマーズ」とコラボレーションを発表[26]。
- 6月27日 - 俳句甲子園の応援隊に就任[27]。

2018年
- 3月21日 - 松浦愛が卒業。大本萌景が急逝[28]。のち自殺であったことが判明する。
- 3月23日 - グループが活動自粛を発表[29]。
- 5月15日 - 公式ホームページでグループ活動再開を発表[30][31]。
- 6月1日 - 所属がHプロジェクトから、フィールド愛の和に移る[32]。田中優香、あいな、AYANONがレギュラーに昇格。
- 6月1日 - 橋川美紀が”はしかわなんだもん”として、タレントとアイドルの両立活動を開始。
- 6月3日 - Rioが卒業。
- 7月1日 - Rio卒業ライブ。
- 8月9日 - 河野佳歩がタレントとして再デビュー。
- 9月5日 - 越智美桜（mio)が治療のため無期限活動休止を発表。

2019年
- 12月22日 - 「愛の葉GirlsラストLIVE」を以て活動休止（解散）。

2022年
- 11月29日 - 所属事務所フィールド愛の和の破産手続が開始される[33]。

## メンバーの死去と遺族による訴訟
週刊文春が2018年5月19日、3月に死去した大本萌景が、アイドル活動と高校生活の両立で悩み、事務所から受けた対応が死去の原因との母親の主張を「母親が告白」と銘打って報じた。報道によると、萌景は、事務所に芸能活動を辞める相談をしたところ、それまでの通信制から全日制高校への進学を勧められ、事務所から費用を借りて進学費用に充てることとなった。母親は、この条件での進学とアイドル活動継続に同意したという。しかし、2018年3月20日に2人が事務所を訪問して説明すると、経理担当者は「なぜこのタイミングで辞めることも考えるのか」と述べ、そのような態度では学費を貸せないと応じたという。結局、萌景は進学を断念する。その翌日の昼、自宅にて首吊り自殺で発見される。遺書などは残っておらず、警察も事件性なしと発表。
5月23日、事務所サイドは公式ホームページを通じて「進学費用の一部を既に貸し出しているが返済されていない」「事実ではないことがまるで事実であるかのように書かれている」と反論。報道が原因で起きた業務妨害や脅迫に対して法的手続をとる準備を進めていること、愛の葉Girlsを他社に移籍させ6月1日より活動を再開することを表明した。

### 第1訴訟
萌景の遺族は、10月11日に記者会見を開き、自殺は所属会社「Hプロジェクト」によるパワハラや苛酷な労働環境で精神的に追い詰められたためとして、損害賠償を求める訴訟を提起することを表明し、翌12日に、事務所ら5者（Hプロジェクト株式会社、同社社長、同社広報担当、同社経理事務等担当、株式会社フィールド愛の和の計5者）を被告として計約9200万円の損賠賠償請求訴訟を提起した（第1訴訟）。この訴訟提起にあたっては、日本で初めて「リーガルファンディング」として裁判費用・弁護士費用が集められた。
2022年6月9日、東京地方裁判所は、「本件グループを辞めるなら違約金1億円を支払えという趣旨の発言をしたとの事実は認められない」「高校進学費用12万円の留保についても、原告○○〔萌景の母〕の相談内容を踏まえ、同人の了承の下で行ったものであり、指導の範疇を超えるものとまでいうことはできない」「本件一連の行為……全体を通してみても、……これらの行為が萌景を自死に至らしめる違法行為又は安全配慮義務違反に該当するものとは認められない」として請求を棄却した（判決文）。
萌景の自殺の理由については、「萌景は、当時付き合っていた男性が進学する予定であった城南高校への進学を楽しみにしていたものであり、被告……から進学資金の交付を受けられなかった直後から自死の方法をインターネット上で検索しており、その後、萌景と原告○○〔萌景の母〕との話し合いの結果、城南高校への進学を諦め、その翌日自死していることからすると、通信制高校を退学し、その後、入学準備をしていた城南高校への進学ができないと考えたことが、萌景の自死に少なからぬ影響を与えていたものということはできるが、……結局、萌景が自死を決断した直接的な契機を明らかにすることは困難である」と判示した。

### 第2訴訟
第1訴訟については、移籍先の事務所（フィールド愛の和）も被告とされていた。そのため、移籍先事務所が、遺族及び遺族の弁護士に対して反訴を提起し、不当訴訟提起・名誉毀損・信用毀損を理由とする損害賠償を請求した（第2訴訟）。これについては、遺族側が第1訴訟のうち、移籍先事務所への請求を取り下げたため、移籍先事務所も第2訴訟を取り下げ、終結した。

### 第3訴訟
遺族側は、メンバーが労働基準法上の労働者に該当するとし、さらに1日あたり8時間従事したとして、販売応援業務での既払報酬と労働基準法における最低賃金（最低賃金×8時間×労働日数）との差額約8万8000円を支払うようHプロジェクトに請求する訴訟も起こした（第3訴訟）。それに対して事務所側は、メンバーの労働者性を争うとともに、仮に労基法上の労働者であったとしても1日8時間にわたって販売応援を行い続けた事実はなく、原告側が労働時間の具体的立証をしていないため、最低賃金×労働時間は既払報酬を超えないと主張した。

### 第4訴訟
萌景の所属会社であったHプロジェクトと同社社長は、第1訴訟提起にあたって遺族らが行った記者会見等で虚偽の内容を公表され名誉を傷つけられたとして、遺族及び遺族の弁護士ら9者（日本エンターテイナーライツ協会、一般社団法人リーガルファンディング、遺族弁護士5名、萌景の母、萌景の義父の計9者）に対して計約3600万円の損害賠償を求める訴訟を東京地裁に提起した（第4訴訟）。
2023年2月28日、東京地裁は、記者会見及び協会や法人のホームページ上での記事等による名誉毀損の成立を認め、被告9者に対して、会社側へ385万円と社長個人へ165万円を連帯して支払うよう命じた。このうち、記者会見での発言に関しては、以下の点で真実性及び真実相当性が否定されて名誉毀損が認定された。
- 愛の葉Girlsが「平日にイベントを行うことが非常に多くあり、メンバーの拘束時間は平均的に1日10時間以上であって、時には11時間から13時間もの間拘束されることもあった」[51]旨の発言について、実際には、活動を管理していたネットワークシステムによると、「平日のイベントに関し、萌景が平均的に10時間程度参加していたこと及び萌景が平日のイベントに関し、11時間から13時間参加していたことを示す記載が存在するとは認められない」[51]
- 「イベントによっては集合時間が朝4時30分、帰りは日付が変わって夜中の2時、こういったことも現実問題としてあったということですね」[51]との発言については、実際には別々の日のイベントだったにもかかわらず、その「旨の説明がされておらず、……一般の参加者は、……同一の日のイベントにおいて……拘束時間が約21時間半に及んだことがあったと理解するものといえる」[51]
- 「パワーハラスメントをうかがわせるメッセージや言動を受けているとの説明」[51]をした後に述べた具体例として、「萌景が自宅のリビングで……スタッフと電話をしている際に、同スタッフから怒鳴られていた場面を○○〔萌景の母〕が聞いていた」[51]旨の発言については、「萌景が恫喝を受けたと主張する平成29年1月24日頃に、○○〔スタッフ〕が萌景と通話をしたことを示す証拠も存在しない」[51]
- 3月20日（自殺前日）午後11時8分頃からの電話のやりとりで、「○○〔社長〕が、本件グループを脱退したいと述べる萌景に対し、本件グループを脱退するのであれば1億円を支払うよう要求した」[51]旨の発言については、萌景の交際相手と彼の母の供述（第1事件判決によると、自殺当日の朝に萌景を自宅に送る際の車内で萌景が1億円の話をしていた旨の供述[52]）以外にそのような「発言がされたことを的確に示す証拠はなく」[51]、この2人の供述からも「○○〔社長〕がいかなる経緯ないし文脈で上記の発言をしたかは具体的に明らかではない」[51]。また、萌景が20日午後9時45～50分に友人に「高校への進学を辞退することについては報告をしている一方で、本件グループを脱退することについては報告を行っておらず」[51]、同日「午後11時8分頃からの○○〔社長〕とのやり取りの中で、萌景が本件グループを脱退したい旨○○〔社長〕に伝え、これに対し……1億円を支払えといったやり取りがされたというには、不自然な面がある」[51]。萌景が自殺当日の「午前9時40分頃までの間、○○〔萌景の母〕との間でLINEメッセージのやり取りをしたり、電話をしたり、直接顔をあわせたりしており、○○〔社長〕から発言された内容について……報告する機会は十分にあったにもかかわらず、……1億円を支払うよう要求された旨の話をした形跡はうかがわれない」[51]。さらに、自殺前日の夜は「○○〔社長〕と通話した際、交際相手である○○の家に宿泊しており、○○〔社長〕との電話の後に、○○〔交際相手〕に対し、……1億円を支払うよう要求されたと告げる機会はあったが、そのような発言がされた形跡もうかがわれない」[51]。
- 「スタッフが、……翌21日に学費を必要としていた萌景に対し、従前申し出ていた学費の貸付けは以後行わないとの意図で、その旨を萌景に伝え、その結果、……高校への進学を諦めた」[51]旨の発言は、実際には「○○〔萌景の母〕にも12万円を用意している旨を伝え、○○〔社長〕も、同日に萌景に電話連絡をするなどしていた」[51]ため、会社は「萌景に対し、進学費用の12万円を貸し付ける意思をなお有していたと認められる」[51]。
- 萌景の自殺についての発言は、萌景が同社から「過重労働又は違法労働な労働を強制されたこと、……パワーハラスメントと評価しうる行為を受けたこと、……学費の貸付けの申出の撤回をされたこと及び……1億円発言をされたことが原因で自殺をしたと意見ないし論評……を表明するもの」[51]とした上で、上記の摘示事実の真実性及び真実相当性が否定されることから、上記意見・論評の基になった発言「については名誉毀損が成立する」[51]。

ほか、
- 遺族側弁護士の1人による、「冗談でいいので『あっかんべー写真は冗談の言い合いだった』と裁判でも主張して欲しいです。潰せる反証を用意してお待ちしております。『冗談の言い合い』ではないことくらい、……社長も十分に分かっていながら記者に嘘の説明するの、ずるいなぁ。」[51]とのツイートについては、社長が「真実及び自己の記憶に反して記者に虚偽を述べた」[51]旨を摘示するものとした上で真実性・真実相当性を否定し、社長個人に対する名誉毀損を認めて11万円の賠償を同弁護士に命じた[51][53]。
- 萌景の母による、「萌景はイベントから帰って39℃以上の熱が出ている状況でイベント参加していた。30分置きに嘔吐が1週間続いてもイベントへ参加...声が出なくなっても参加医者から、『ビタミン剤貰う前にイベントへの参加をせず休みを取らすべき！』と言われた事もあった」[51]とのツイートについては、病院のカルテに39.6度の記載があった日において、活動管理をしていたネットワークシステムからは「萌景が本件グループの活動に参加していたという事実を認めることはできず、その他に萌景が同日……参加していたことを示す証拠は存在しない。また、……萌景が39度以上の発熱がある状況で……参加していたという事実を認めるに足りる証拠は存在しない」[51]として、Hプロジェクト社に対する名誉毀損を認めて6万円の賠償を萌景の母に命じた[51][53]。

原告・被告側双方が東京高裁に控訴したが、2023年7月13日、東京高裁は控訴を棄却した。
被告側の遺族代理人ら全員が最高裁に上告・上告受理申立てをしたが、このうち望月宣武弁護士がこれを取り下げたため、同弁護士に対する判決は確定、さらに残る被告側も上告・上告受理申立てが退けられて判決が確定した旨が2024年10月18日にHプロジェクト側によって明らかにされた。これにより、一連の訴訟はすべて終結し、Hプロジェクトと同社社長が名誉毀損等による被害者、萌景の遺族及びその代理人弁護士が加害者という形で決着した。

## 作品

### シングル
| #   | 発売日         | タイトル           | 形態 | カップリング   | 最高位                       | 備考                                                         | 品番/規格品番 |
| --- | -------------- | ------------------ | ---- | -------------- | ---------------------------- | ------------------------------------------------------------ | ------------- |
| 1st | 2013年3月10日  | 君☆すき            | CD   | 恋の魔法       | -                            | -                                                            | -             |
| 2nd | 2013年8月10日  | 虹色マジック       | CD   | 涙の果て       | -                            | -                                                            | -             |
| 3rd | 2014年3月17日  | 卒業               | CD   | Self Talk      | -                            | -                                                            | AMR-002       |
| 4th | 2014年6月20日  | Self Talk          | CD   | 君☆すき        | -                            | 愛媛マンダリンパイレーツ2014応援ソングver-                   |               |
| -   | 2014年8月20日  | オレンジモンスター | CD   | Lovely         | -                            | 派生ユニット・愛の葉eggす-                                   |               |
| 5th | 2014年12月24日 | NOeL               | CD   | Song           | -                            | -                                                            | -             |
| 6th | 2015年6月27日  | アグリズム         | CD   | いついつまでも | 12位 ※全国TSUTAYA ランキング | -                                                            | AMR-003       |
| 7th | 2016年2月3日   | モノクロ           | CD   | ずっと一緒に   | 2位 ※全国TSUTAYA ランキング  | 「ハタダ どら一」CMソング                                    | EG007         |
| 8th | 2017年4月29日  | ベリーベリー       | CD   | 忘れないで     | 4位 ※全国TSUTAYA ランキング  | 伊予市グリーンツーリズムPV「伊予市がよいよおもしろい」挿入歌 | EG-008        |
| 9th | 2018年8月4日   | zero               | -    | -              | -                            | 新体制 第1弾シングル。映像「zero」                           | -             |

### 映像作品
- みんなで祝おう 内子座99歳（2015年8月30日発売）
  - 2016年2月に創建100周年を迎える歌舞伎劇場「内子座」の喜寿を祝いご当地アイドルが集結したライブの模様を収録。

## 出演

### テレビ
- きらりニュース〜月曜コーナー「愛の葉ガールズのアグリコミュニケーション」（西予CATV、2015年10月22日〜）[57]※過去映像は愛の葉ガールズYouTube[58]

### ラジオ
- レギュラー
  - 愛の葉ガールズの おやさい☆れでぃお（FMラヂオバリバリ、2013年10月6日 - 現在は放送終了）
- 単発
  - ニンジニアネットワーク NEXT HEROES from EHIME（エフエム愛媛、2013年1月5日）
  - 巨大地震〜その時あなたは〜（NHKラジオ第1、2013年2月23日）
  - カモ☆れでぃ★Night!（FM愛媛、2015年6月23日、2016年3月1日、2016年4月8日、2016年8月19日）
  - 友近ママの魔法の引き出し（南海放送、2015年7月20日、2016年4月18日）
  - MOTTO!!（南海放送、2016年8月2日、2016年9月21日）

### CM
- ナカフードサービス（2015年7月5日 - ）[59]
- 美人時計（2015年7月15日 - ）[60]
- ハタダ どら一（2016年2月1日 - ）[61]
- 「ダークみきゃんイジワル大作戦」（2016年7月21日 - ）[23]

### 雑誌
- 食のフルーペーパーOic:matsuyama（おいしいまつやま）vol13.（2013年2月号）
- 総合情報誌「Wedge」（2015年1月号）[62]
- まっぷる ご当地アイドル（昭文社）[63]
- BOMB（学研）2016年8月号
- 月刊エンタメ（徳間書店）2016年10月号

### 書籍
- 農業ラヴストーリー（文芸社、2015年5月1日 ISEN 978-4286155494） ※愛の葉ガールズをモデルにした小説、著者：エノシン

### インターネット
- アスリート応援番組「アスラジ★」（Cwave、2015年3月4日）